# 25034 Леслімарі
25034 Леслімарі (25034 Lesliemarie) — астероїд головного поясу, відкритий 17 серпня 1998 року.
Тіссеранів параметр щодо Юпітера — 3,555.